# Grosphus garciai
Espèce
Grosphus garciai est une espèce de scorpions de la famille des Buthidae.

## Distribution
Cette espèce est endémique de Madagascar.

## Publication originale
- Lourenço, 2001 : Another new species of Grosphus Simon (Scorpiones, Buthidae) for Madagascar. Revue Suisse de Zoologie, vol. 108, n. 3, p. 455-461.